# Економски факултет Универзитета у Новом Саду
Економски факултет (скраћено ЕФ) је високошколска установа Универзитета у Новом Саду. Седиште Факултета се налази у Суботици, са одељењима у Новом Саду и Бујановцу. Основан је 18. маја 1960. године, а тренутни декан је Александар Чучковић.

## Историја
Економски факултет са седиштем у Суботици основан је 18. маја 1960. године Законом о изменама и допунама Закона о универзитету, члан 171, који је усвојила Народна скупштина Републике Србије, на седници Републичког већа. Економски факултет у Суботици као научно-образовна установа функционише на три локације — у седишту Факултета у Суботици, затим на одељењу Факултета у Новом Саду од 1977. године и на одељењу у Бујановцу од 2011. године, на српском језику и једним делом на мађарском и албанском језику, по идентичном наставном плану и програму, са потпуно истом основном и допунском литературом.
Матичност Економског факултета се односи на образовање економиста, менаџера и пословних информатичара. У појединим временским периодима мењани су и осавремењавани наставни планови у погледу броја и садржаја наставних предмета и смерова, али је Факултет од самог оснивања био концепцијски оријентисан ка образовању економиста, менаџера и информатичара микроекономског усмерења. Динамичке промене политичког и економског система имале су утицаја на формирање департмана на Економском факултету и промене наставних планова и програма.
Данас, организациону структуру факултета чине: Департман за аграрну економију и агробизнис, Департман за међународну и европску економију и бизнис, Департман за финансије и рачуноводство, Департман за менаџмент, Департман за пословну информатику и квантитативне методе, Департман за трговину, маркетинг и логистику. Поред департмана, у организационој структури Факултета учествују Секретаријат факултета, као и уже организационе јединице — стручне службе: Студентска служба, Финансијско-рачуноводствена служба, Служба за опште и техничке послове, научни рад и међународну сарадњу и Библиотека. На Факултету су организовани и следећи центри: Центар за целоживотно учење, Центар за националне и међународне пројекте, Центар за сарадњу са привредом, Спортско-рекреативни центар и Центар за стране језике.
Економски факултет већ дужи временски период поклања посебну пажњу издавачкој делатности. Сваки наставни предмет по којем се изводи настава на основним и мастер студијама обезбеђен је основном литературом. Континуиран рад на издавању уџбеника утицао је на подизање њиховог квалитета и актуелности. Од 1964. године, укључујући и прекиде од 1976. до 1995. године, па до данашњих дана, у издаваштву Факултета публикује се часопис Анали, у форми двоброја. Садржина часописа обухвата резултате истраживања наставника и сарадника, као и стручњака из праксе, са рецензијама најугледнијих економиста, информатичара, менаџера, социолога, филозофа из ширег регионалног окружења. Од 1996. године, Економски факултет публикује часопис Стратегијски менаџмент, четвороброј, у којем се на енглеском језику објављују резултати најеминентнијих теоретичара и практичара из ове научне области. Економски факултет у Суботици, заједно са Економским универзитетом у Братислави, укључен је у издаваштво часописа Менаџмент информационих система, који излази као четвороброј, и који се бави проблематиком теоријских и емпиријских истраживања у области управљачких информационих система.
Економски факултет је у протеклом времену био активно укључен у научноистраживачки рад, што и данас чини, већим бројем наставника и сарадника на пројектима за потребе Министарства просвете, науке и технолошког развоја Владе Републике Србије, Покрајинског секретаријата за виоко образовање и научноистраживачку делатност, за потребе органа локалне власти, привредних организација, установа, институција и међународних компанија и институција. Факултет је и даље препознатљив по активностима у вези са пружањем консалтинг услуга, организовањем семинара и курсева националног и међународног значаја.

## Студијски програми
Основне академске студије
- Економија
- Пословна информатика

Мастер академске студије
- Агробизнис менаџмент
- Међународна економија и бизнис
- Финансијски и банкарски менаџмент
- Дигитални маркетинг
- Лидерство и менаџмент људских ресурса
- Пословна информатика
- Рачуноводство и ревизија
- Мултиканална трговина
- Напредна аналитика података у бизнису

Докторске академске студије
- Економија
- Пословна информатика